# Johann August Ernesti

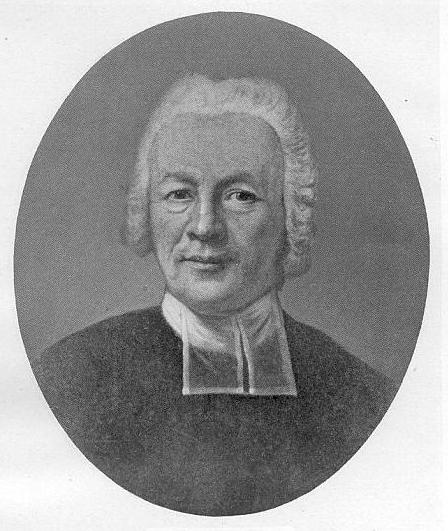
Johann August Ernesti

Johann August Ernesti (* 4. August 1707 in Tennstedt; † 11. September 1781 in Leipzig) war ein deutscher evangelischer Theologe, Philologe, Pädagoge und Rektor der Thomasschule zu Leipzig in der Zeit der Aufklärung.

## Leben
Ernesti, dessen Vater Pastor und Superintendent in Salz und Sangerhausen war, wurde mit 16 Jahren an die Landesschule Pforta geschickt. Mit 20 begann er ein Studium der Mathematik bei Johann Matthias Hase, der Philologie bei Johann Wilhelm von Berger, der Philosophie bei Friedrich Philipp Schlosser und Friedrich August Wolf und der Theologie bei Johann Georg Neumann und Ernst Friedrich Wernsdorf an der Universität Wittenberg. Diese Studien setzte er an der Universität Leipzig fort. In Leipzig waren seine Lehrer Christian Friedrich Börner, Salomo Deyling, Johann Christoph Gottsched und Christian August Hausen der Jüngere. 1730 schloss er seine Ausbildung an der Philosophischen Fakultät ab. Im folgenden Jahr wurde er Hauslehrer beim Leipziger Bürgermeister Christian Ludwig Stieglitz und nahm die Stelle des Konrektors an der Thomasschule zu Leipzig an, an der Johann Matthias Gesner zu dieser Zeit Rektor war. 1734 wurde Ernesti Gesners Nachfolger. Er entwarf die Schulordnungen für die kursächsischen Fürstenschulen und die Lateinschulen.
1742 wurde er zum außerordentlichen Professor für Alte Literatur an der Universität Leipzig ernannt, 1756 zum ordentlichen Professor für Rhetorik (Nachfolger von Johann Erhard Kapp). Im selben Jahr wurde er in Leipzig mit der Dissertation Vindiciae arbitrii divi in religione constituenda zum Doktor der Theologie promoviert, 1759 wurde er ordentlicher Professor an der zugehörigen Fakultät. Der Aufklärungstheologe arbeitete mit Siegmund Jakob Baumgarten von der Universität Halle zusammen, um die geltenden theologischen Dogmatiken der lutherischen Orthodoxie von ihren vermeintlichen scholastischen und mystischen Wucherungen zu befreien, und bereitete so den Weg für eine Reform der Theologie vor. Am Lebensende war er Senior der Meißnischen Nation, Domherr in Meißen, Ephorus der kurfürstlichen Stipendiaten, Beisitzer des kurfürstlich sächsischen Consistoriums zu Leipzig, Mitglied der Göttinger Societät der Wissenschaften und seit der offiziellen Gründung 1774 Präses der Societas Jablonoviana. Er starb nach kurzer Krankheit in seinem 74. Lebensjahr.
Johann August Ernesti ist der Onkel von Johann Christian Gottlieb Ernesti.

## Wirken
Abgesehen von der Qualität seiner eigenen Schriften ist Ernesti in Deutschland wegen seines Einflusses auf die Textkritik bekannt. Mit Johann Salomo Semler arbeitete er an der Reform der lutherischen Theologie, gemeinsam mit Gesner errichtete er eine neue Schule zur alten Literatur. Er entdeckte grammatische Feinheiten im Latein in Bezug auf die Aufeinanderfolge von Zeitformen, die vorangegangenen Untersuchungen entgangen waren. Wegen seiner Kenntnisse trug er den Titel „Germanorum Cicero“.
Als Herausgeber klassischer griechischer Literatur kann er nicht mit seinen niederländischen Zeitgenossen Tiberius Hemsterhuis, Lodewyk Kaspar Valckenaer, David Ruhnken oder seinem Kollegen Johann Jacob Reiske verglichen werden. Die Höhen der Textkritik wurden von ihm nicht einmal gesucht. Aber ihm und Gesner ist es zu verdanken, Philologen herangezogen zu haben, die größer als sie selbst sind, und den nationalen Enthusiasmus dem alten Wissen gegenüber entfacht zu haben.
Es ist in erster Linie die Hermeneutik, in der Ernesti Bedeutung als Theologe beanspruchen kann. Hier aber sind seine Verdienste hervorragend, und in der Zeit, in der seine Institutio Interpretis N. T. erschien (1761), hat er sich am meisten selbst darüber gewundert. In diesem Werk findet man allgemeine Interpretationsprinzipien, die ohne Zuhilfenahme jeglicher Philosophie entwickelt wurden, aber aus Beobachtungen und Regeln bestehen, die, obwohl von weltlichen Autoren bereits früher beschrieben und eingesetzt, niemals streng auf die biblische Exegese angewandt worden waren. Er war der Gründer der historisch-grammatischen Schule, der in den heiligen wie in den klassischen Schriften nur einen Sinn zuließ, der zudem in der Grammatik, der Logik und der Geschichte übereinstimmen musste. Seine theologischen Arbeiten können der Neologie zugeordnet werden.
Konsequent kritisierte er die Meinung derjenigen, die in der Veranschaulichung der Heiligen Schrift alles auf die Eingebung des Heiligen Geistes zurückführen, ebenso wie die derjenigen, die alles sprachliche Wissen missachten und jedes Wort durch Dinge erklären wollen. Die Interpretationsregel der „Analogie des Glaubens“ wird von ihm rigoros begrenzt, und er lehrt, dass sie nie die Erklärung, sondern lediglich eine Auswahl von möglichen Bedeutungen liefern kann. 
Gleichzeitig aber scheint ihm die Inkonsistenz zwischen der üblichen Lehre der biblischen Inspiration und seinen hermeneutischen Prinzipien nicht bewusst gewesen zu sein.

## Werkauswahl

### Klassische Literatur
- Initia doctrinae solidioris. Wendler, Leipzig 1745. (Digitalisat der 2. Auflage)  (Erschien seit 1736, mit vielen Ausgaben.)
- Initia rhetorica. Wendler, Leipzig 1758. (Digitalisat der 2. Auflage) (Erschien seit 1750 mit vielen Ausgaben.)
- Ausgabe, zumeist kommentiert, von Xenophons Memorabilia (1737)
- Cicero (1737–1739)
- Sueton (1748)
- Tacitus (1752)
- die Wolken des Aristophanes (1754)
- Homer (1759–1764)
- Kallimachos (1761)
- Polybius (1764)
- die Quaestura des Corradus
- das griechische Lexikon des Benjamin Hederich
- die Bibliotheca Latina des Johann Albert Fabricius (nicht vollendet)
- Archaeologia litteraria (1768)
- De particulis des Horatius Tursellinus (1769)
- Clavis Ciceroniana. Waisenhaus, Halle 1769, (Digitalisat)

### Theologische Literatur
- Antimuratorius sive confutatio disputationis Muratorianae de rebus liturgicis (1755–1758)
- Neue theologische Bibliothek, Band I bis X (1760–1769)
- Institutio interpretis Nov. Test. (3. Ausgabe., 1775)
- Neueste theologische Bibliothek, Band I bis X (1771–1775).

Neben diesen Hauptwerken veröffentlichte er mehr als hundert kleinere Werke, von denen viele in den folgenden Publikationen zusammengestellt wurden: Opuscula oratoria (1762); Opuscula philologica et critica (1764); Opuscula theologica (1773).